# Дом М. А. Полтанова
Дом М. А. Полтанова — памятник архитектуры в историческом центре Нижнего Новгорода. Построен в 1843—1846 годах по проекту первого нижегородского городового архитектора Г. И. Кизеветтера.
Дом является одним из лучших образцов архитектуры русского классицизма в Нижнем Новгороде, является важной составной частью исторической застройки старинной Ильинской улицы.

## История
В 1842 году купец третьей гильдии Михаил Андреевич Полтанов обратился к городовому архитектору Г. И. Кизеветтеру с предложением разработать проект каменного двухэтажного дома на углу Ильинской и Вознесенской улиц. 26 марта 1843 года планы-фасады были одобрены Нижегородской строительной комиссией и высланы в Санкт-Петербург, где 15 апреля Главнокомандующий путями сообщения П. А. Клейнмихель их окончательно утвердил. Надзор за строительством взял на себя автор проекта.
В мае 1843 года был заложен фундамент, но финансовые трудности М. А. Полтанова затянули строительство. В 1845—1846 годах по этой причине он был освобождён от домообложений (налогов на недвижимость), что позволило ему завершить строительство к исходу 1846 года. Дом получил квадровую рустовку первого этажа, наличники с лепниной сложного рисунка, орнаментальные вставки с ширинками в подкарнизном фризе.
По фиксационному плану города 1853 года, дом входил в небольшую городскую усадьбу, на территории которой также располагались деревянные хозяйственные постройки. По проекту 1874 года нижегородского архитектора И. К. Кострюкова, к северному фасаду дома, где ранее располагался главный вход, был пристроен каменный подъезд. В таком виде дом сохранялся до 1970-х годов. Полтановы владели усадьбой до XX века. В главном доме родился нижегородский архитектор Алексей Николаевич Полтанов.
В советский период дом использовался в общественных целях. В 1960-х — 1970-х годах в нём размещалась городская поликлиника. В 1970-х годах была проведена реконструкция с надстройкой третьего этажа со стороны двора. В 1990-х годах в доме размещалась санитарно-эпидемиологическая станция.